# Circle line (métro de Londres)
Pour les articles homonymes, voir Circle line (homonymie).
La Circle line (en français : « ligne circulaire ») est une ligne du métro de Londres. Inaugurée en 1884, elle est empruntée par environ 73 millions de passagers par an. Elle est représentée en jaune sur le plan du métro.
Elle forme une boucle autour du centre de Londres sur la rive nord de la Tamise avec, depuis le 13 décembre 2009, une extension vers Hammersmith vers le nord-ouest. Elle relie entre elles la plupart des grandes gares londoniennes. La ligne est exploitée avec des rames de type S7 Stock.

## Histoire
L'itinéraire actuellement connu sous le nom de Circle line a été autorisé quand des lois du Parlement de 1853 et 1854 ont confié au Metropolitan Railway (MR) et au Metropolitan District Railway (MDR) la construction du premier chemin de fer souterrain dans le Central London. À partir de la section initiale entre les stations de Farringdon et Paddington, le tracé s'est progressivement étendu à chaque extrémité. Des difficultés financières lors de la construction de la section traversant la Cité de Londres, ainsi que des tensions entre les deux compagnies ferroviaires, ont retardé le bouclage de la ligne jusqu'au 6 octobre 1884, qui était pourtant déjà appelée Inner Circle depuis les années 1870.
Les trains de la ligne étaient à l'origine tractés par des locomotives à vapeur ; l'électrification a commencé avec une section expérimentale en 1900. Un désaccord entre les deux compagnies sur la méthode d'électrification a retardé la mise en œuvre ; de ce fait, les premiers trains électriques ont été mis en service progressivement du 11 au 24 septembre 1905.
La création de cette ligne a repris de nombreuses parties de la Metropolitan line, confinant celle-ci dans le nord-ouest et limitant ses correspondances avec la District line. La branche d'Uxbridge de la Metropolitan a cessé de partager ses voies avec la District en 1933, lorsque la Piccadilly line l'a remplacée. À l'est, les services vers Barking de la Metropolitan, partageant aussi les voies avec la District, ont été appelés comme Hammersmith & City line en 1988, bien qu'en pratique, la Hammersmith & City était déjà exploitée en tant que ligne séparée depuis de nombreuses années.

### Autres services circulaires

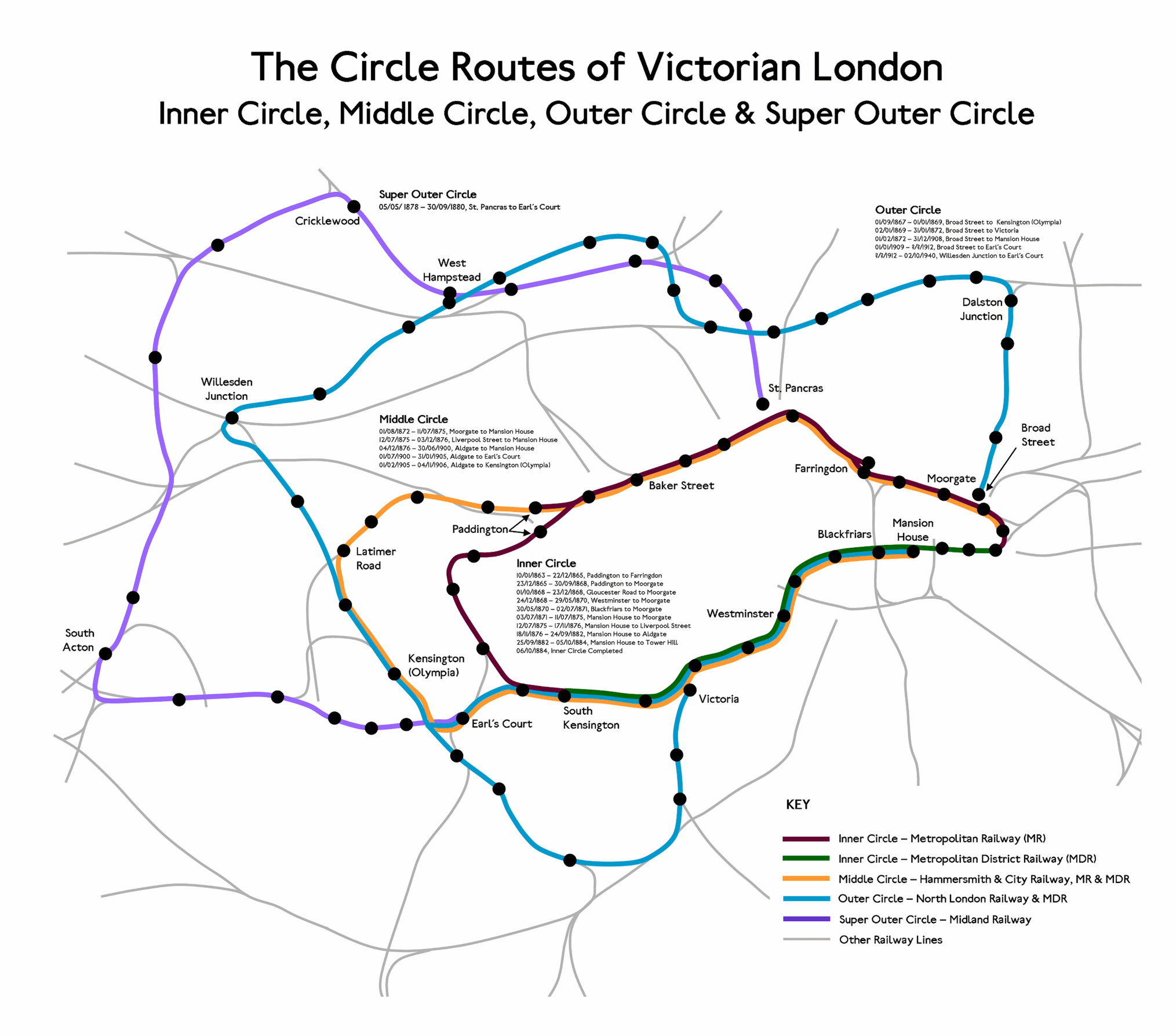
La Inner Circle (circulaire intérieure) et les autres services circulaires.

Le succès de la Inner Circle a conduit à l'exploitation de trois autres lignes circulaires autour de la capitale, au XIXe siècle, sur des sections des grandes lignes et des voies de la Inner Circle. Comme l'Inner Circle qui au moment de leur mise en service, aucune ne formait une boucle complète :
- Middle Circle : Aldgate à Mansion House via Addison Road (aujourd'hui Kensington Olympia)
- Outer Circle : Broad Street à Mansion House via Willesden Junction
- Super Outer Circle : Saint-Pancras à Earl's Court via Cricklewood et South Acton.

Ces lignes n'ont pas atteint le niveau de fréquentation espérée. La Super Outer Circle n'a fonctionné que deux ans ; les deux autres lignes ont duré plus longtemps, mais ont été réduites, puis finalement supprimées (voir la carte pour les détails). D'autres services ont néanmoins subsisté sur ces lignes. Aujourd'hui, des sections de la Outer Circle et de la Super Outer Circle sont exploitées dans le cadre du London Overground sur la North London Line. Un projet de bouclage d'une ceinture ferroviaire extérieure a été relancé sous le nom d'Orbirail.

### Attentats du 7 juillet 2005
Le 7 juillet 2005, deux trains de la Circle line ont fait l'objet d'attentats à la bombe. Les explosions se sont produites presque simultanément à 8h50 BST, une entre Liverpool Street et Aldgate et l'autre à Edgware Road.
À la suite de ces attaques, l'intégralité de la Circle line a été fermée. Alors que la majorité des autres lignes a rouvert le 8 juillet, la Circle est restée fermée plusieurs semaines, rouvrant un peu moins d'un mois après les attentats, le 4 août. Treize personnes ont été tuées par les explosions dans les trains de la Circle line. Un troisième attentat a été perpétré dans la Piccadilly line entre King's Cross St. Pancras  et Russell Square.

## Avant le 13 décembre 2009
Avant le 13 décembre 2009, le nom de la Circle line était réellement justifié, celle-ci formant une boucle simple. Ce tracé circulaire comportait 27 stations et 23,460 km de ligne. La carte ci-dessous montre le tracé d'un point de vue géographique :

L'ancien tracé de la Circle line, avant que le service soit prolongé sur la branche de Hammersmith.

### Le tracé
La Circle Line existe en tant que telle depuis 1949, date à laquelle elle a été séparée de la Metropolitan Line et de la District Line, mais est apparue sur les plans du métro dès 1947 (voir histoire ci-dessus). Il s'agit d'une ligne au sens « service » plus que « infrastructures » et n'a pas de stations qu'elle est seule à desservir ; elle n'a que deux courtes sections de voies qu'elle est seule à parcourir : les raccordements entre High Street Kensington et Gloucester Road, et entre Tower Hill et Aldgate. Tout cela justifie son appellation occasionnelle de « ligne virtuelle ».
Le nom de la ligne est devenu moins exact le 13 décembre 2009, les trains ne tournant plus continuellement sur un anneau, mais parcourant une ligne en forme de lasso ou de tasse à thé. Le temps de parcours de l'ensemble de la ligne pourrait prendre approximativement 59 minutes, mais les contraintes de conception des horaires imposent de prévoir pour chaque train des arrêts de deux minutes à High Street Kensington et Aldgate, allongeant le temps de parcours à environ 63 minutes. Cela permet d'assurer un service avec sept trains dans chaque direction avec un intervalle de sept minutes.
La ligne comporte 35 stations ; sa longueur est de 27,360 km.
Au nord, à l'est et à l'ouest du central London, la section en boucle de la Circle line suit approximativement la limite de la zone 1 de la Travelcard, mais au sud, une portion substantielle de cette zone est hors de la boucle de la Circle line. Avec l'extension du 13 décembre 2009, elle ne fait plus partie des deux seules lignes intégralement situées en zone 1 (l'autre étant la Waterloo & City line, navette reliant deux stations).
Une grande partie des 35 stations desservies par la Circle line a des quais souterrains totalement ou presque, alors qu'à Edgware Road, Farringdon, Barbican, Aldgate, Sloane Square, South Kensington, High Street Kensington, Bayswater, Notting Hill Gate et Paddington, ils sont en tranchée ou couverts par des halles. Ils sont tous en dessous du niveau de la voirie, parfois de moins d'un mètre, alors que toutes les stations de la branche de Hammersmith sont au-dessus du sol : en fait, la majorité de la section est un métro aérien, construit en grande partie sur un viaduc en briques. Voir ci-dessous pour les changements effectués le 13 décembre 2009, avec l'extension de la ligne à Hammersmith.

## Informations techniques

### Matériel roulant
Toutes les rames du métro de Londres sont de type  S7 Stock de 7 voiture à circulation intégrale et sont du gabarit le plus important des deux utilisés sur le réseau. Ces rames ont remplacé de 2012 à 2014 les  C Stock, mis en service en 1969-70 (C69), ainsi qu'en 1978 (C78).

### Dépôts
Le principal dépôt de la Circle line est situé à Hammersmith, mais il y a plusieurs autres garages à Barking, Triangle Sidings (à Kensington) et Farringdon. Les garages d'Edgware Road ont été abandonnés.

## Carte depuis 2009

Le tracé de la Circle line au 13 décembre 2009.

### Extension
La Circle line extension est la dernière extension de la Circle line, d'Edgware Road à Hammersmith.
Le 13 décembre 2009, la Circle line a été prolongée à Hammersmith, utilisant les voies de la Hammersmith & City line (voir liste des stations ci-dessus). Dans le sens horaire, le nouveau service va de Hammersmith à Edgware Road et effectue une boucle complète pour arriver à Edgware Road une seconde fois. Dans le sens antihoraire, les trains quittent Edgware Road autour de la boucle et traversent Edgware Road une deuxième fois avant de continuer sur la branche de Hammersmith. Cela signifie qu'il n'est plus possible de joindre directement certaines stations de la ligne (par exemple Baker Street et Bayswater) sans changer de trains à Edgware Road, ou de faire « le grand tour ». Toutefois, London Underground a déclaré que le fait de fixer de réels terminus améliorera la fiabilité de l'exploitation et la capacité.
Malgré sa nouvelle forme en spirale, la ligne conserve son nom de Circle line.
Aucune nouvelle section de voie n'est nécessaire, il s'agit seulement d'une extension du service en utilisant les voies existantes. La Circle line utilise maintenant des voies utilisées seulement par la Hammersmith & City line auparavant, bien que des circulations à vide parcouraient cette section pour rejoindre le dépôt. L'extension a été annoncée le 5 mars 2009 et ouverte le 13 décembre 2009.

#### Autres informations
L'extension vise à réduire la surcharge des trains de la Hammersmith & City line entre Hammersmith et Edgware Road en doublant la fréquence des trains sur cette section. Elle a aussi pour objectif d'améliorer la fiabilité du service, non seulement sur la Circle line mais aussi sur la District, la Hammersmith & City et la Metropolitan.
Des perturbations sur les autres « lignes de faible profondeur » (sub-surface lines : Metropolitan, District, Hammersmith & City) a un effet d'entraînement sur les services de la Circle, parce qu'elle partagent des sections de voies.

### Lignes circulaires
Les lignes circulaires (ou « orbitales ») ont un problème intrinsèque de robustesse des horaires. Les trains circulent constamment, ce qui laisse peu de marge (possibilité de recalage) en cas de retards. Un simple petit retard peut avoir des répercussions de longue durée et être beaucoup plus perturbateur que sur une ligne non circulaire. Des marges peuvent être créées par des temps d'arrêt plus longs dans certaines gares, mais cela augmente les temps de parcours et réduit la fréquence des trains. La ligne actuelle en spirale devrait supprimer ce problème en raison des marges suffisantes aux deux terminus,.

## Stations
| Station                            | Photo | Ouverture         | Correspondances |
| ---------------------------------- | ----- | ----------------- | --- |
| Hammersmith                        |       | 1er décembre 1868 | Hammersmith & City District Piccadilly District et Piccadilly par l'autre bâtiment de Hammersmith |
| Goldhawk Road                      |       | 13 juin 1864      | |
| Shepherd's Bush Market             |       | 13 juin 1864      | |
| Wood Lane                          |       | 12 octobre 2008   | |
| Latimer Road                       |       | 16 décembre 1868  | |
| Ladbroke Grove                     |       | 13 juin 1864      | |
| Westbourne Park                    |       | 30 octobre 1871   | |
| Royal Oak                          |       | 30 octobre 1871   | |
| Paddington                         |       | 10 janvier 1863   | Bakerloo Circle District First Great Western, Heathrow Express, Heathrow Connect, Chiltern Railways |
| Edgware Road                       |       | 1er octobre 1863  | District Hammersmith & City Circle Bakerloo (station distincte) |
| Baker Street                       |       | 10 janvier 1863   | Bakerloo Jubilee Metropolitan |
| Great Portland Street              |       | 10 janvier 1863   | |
| Euston Square                      |       | 10 janvier 1863   | à Euston : First ScotRail, London Midland et Virgin Trains |

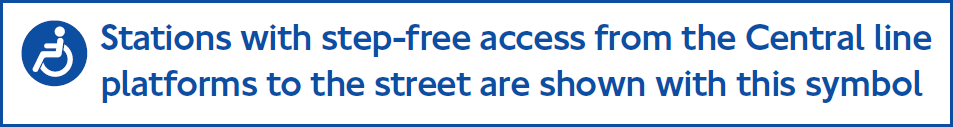
Légende expliquant l'accès sans marches. Elle peut être trouvée à l'intérieur de chaque rame.

| King's Cross St. Pancras           |       | 10 janvier 1863   | Northern Piccadilly Victoria - à Saint-Pancras : Eurostar, Southeastern Highspeed (High Speed 1), East Midlands Trains et First Capital Connect (Thameslink) - à King's Cross : East Coast, First Hull Trains, Grand Central et First Capital Connect (East Coast Main Line/Fen Line) |
| Farringdon                         |       | 10 janvier 1863   | First Capital Connect (Thameslink) |
| Barbican                           |       | 23 décembre 1865  | |
| Moorgate                           |       | 23 décembre 1865  | Northern First Capital Connect (Northern City Line) |
| Liverpool Street                   |       | 12 juillet 1874   | Central National Express East Anglia, c2c |
| Aldgate                            |       | 18 novembre 1876  | Metropolitan |
| Tower Hill                         |       | 25 septembre 1882 | District |
| Monument                           |       | 6 octobre 1884    | Central Northern DLR (toutes via escalators de correspondance vers la station Bank) |
| Cannon Street                      |       | 6 octobre 1884    | Southeastern |
| Mansion House                      |       | 3 juillet 1871    | |
| Blackfriars (fermée jusqu'en 2011) |       | 30 mai 1870       | First Capital Connect / Southeastern (Thameslink) |
| Temple                             |       | 30 mai 1870       | |
| Embankment                         |       | 30 mai 1870       | Bakerloo Northern |
| Westminster                        |       | 24 décembre 1868  | Jubilee |
| St. James's Park                   |       | 24 décembre 1868  | |
| Victoria                           |       | 24 décembre 1868  | Victoria Southeastern, Southern, Gatwick Express, Venise-Simplon-Orient-Express |
| Sloane Square                      |       | 24 décembre 1868  | |
| South Kensington                   |       | 24 décembre 1868  | Piccadilly |
| Gloucester Road                    |       | 1er octobre 1868  | Piccadilly |
| High Street Kensington             |       | 1er octobre 1868  | District |
| Notting Hill Gate                  |       | 1er octobre 1868  | Central |
| Bayswater                          |       | 1er octobre 1868  | |
| Paddington                         |       | 1er octobre 1868  | Circle Hammersmith & City First Great Western, Heathrow Express, Heathrow Connect, Chiltern Railways |
| Edgware Road                       |       | 1er octobre 1863  | District Hammersmith & City Circle Bakerloo (station distincte) |

## Dans la culture populaire

### Circle line parties

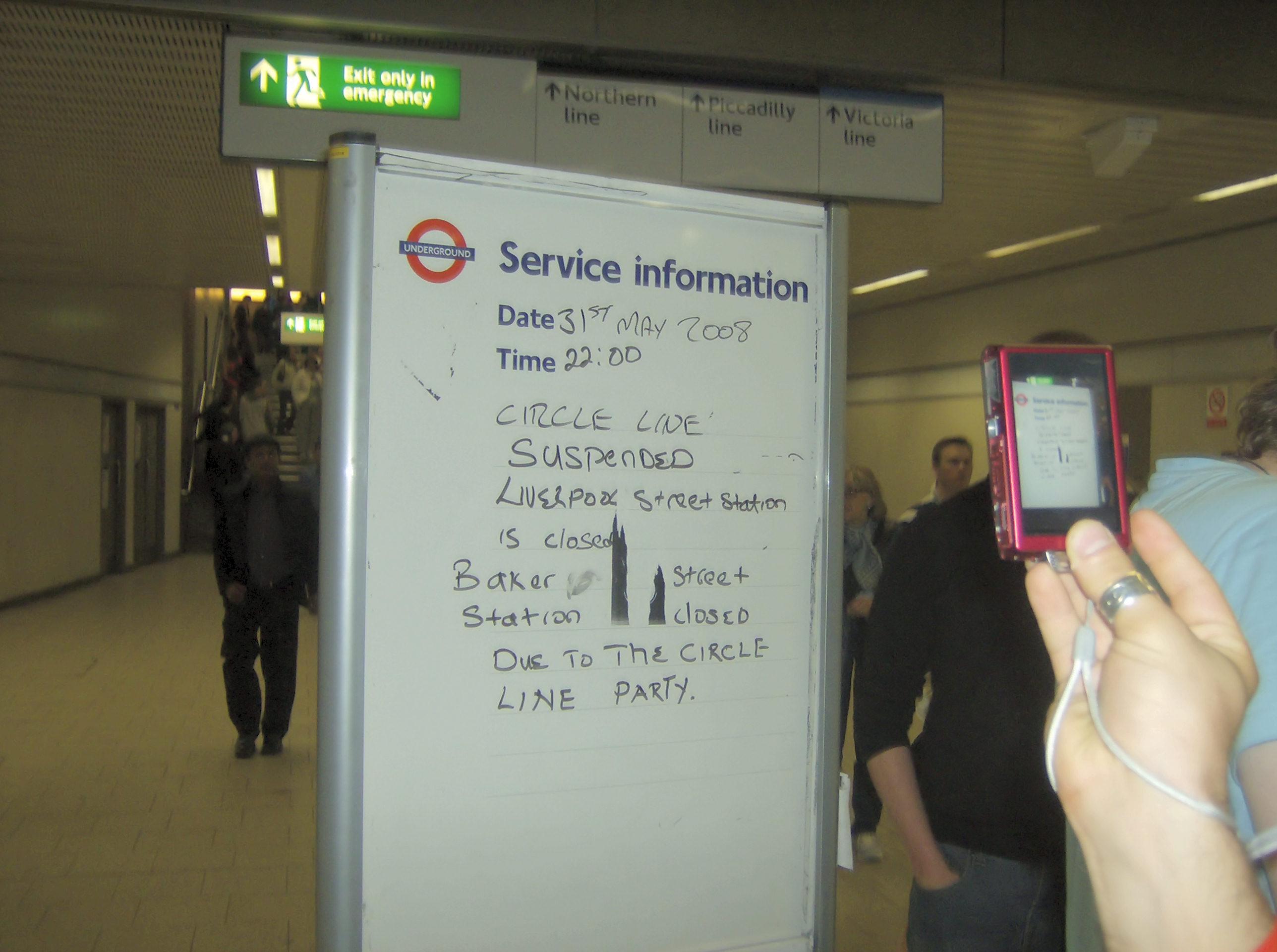
Service suspendu sur la Circle line du fait d'une party en mai 2008

Les Circle-line parties ont gagné en popularité sur la ligne depuis les années 2000, similaires aux subway parties des États-Unis. Il s'agit de groupes important de gens montant à bord des rames pour faire la fête de façon impromptue, souvent déguisés.
Une Circle-line party a eu lieu le 31 mai 2008 pour célébrer la dernière nuit où boire de l'alcool était légal dans les transports publics à Londres. Des milliers de personnes y ont participé ; dix-sept ont été arrêtées par la police du fait de leur comportement, causant finalement l'interruption du service sur l'ensemble de la ligne pour le reste de la nuit.

### Divers
Le Circle Line Pub Crawl vise à visiter chaque station de la Circle line à la suite, et de boire une demi-pinte ou un verre dans un pub près de chacune.
Le club de tricot Cast Off organise parfois des séances de tricot dans les rames de la Circle line.
TML-Studios a annoncé le 4 octobre 2010 le développement d'un simulateur de trains pour Windows appelé 'World of Subways Vol. 3: London Underground - Circle Line.

## Galerie

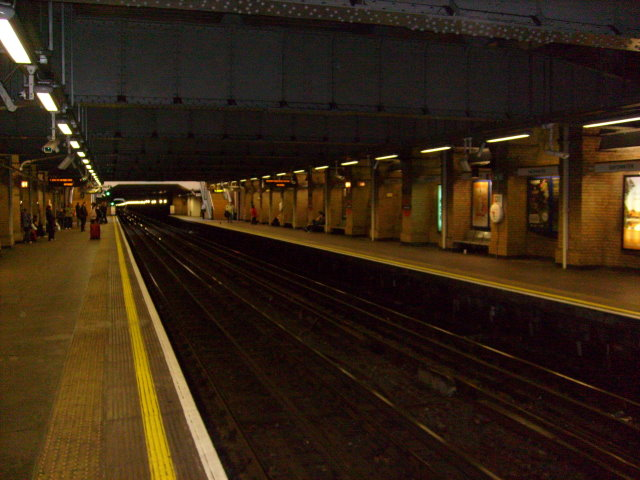
Bayswater sur la Circle line et la District line, 2008.
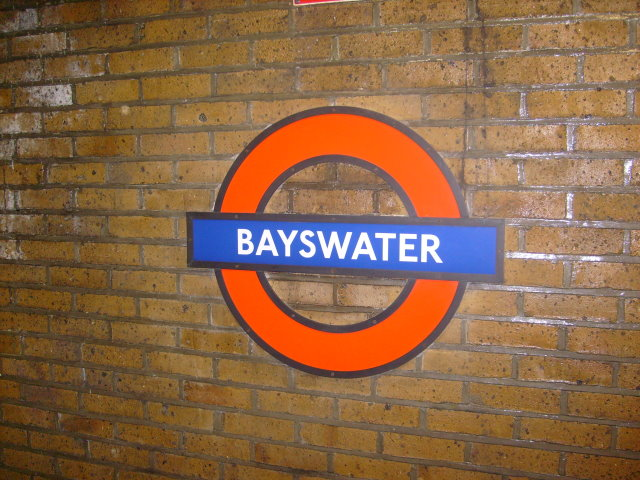
La rondelle de la station Bayswater.
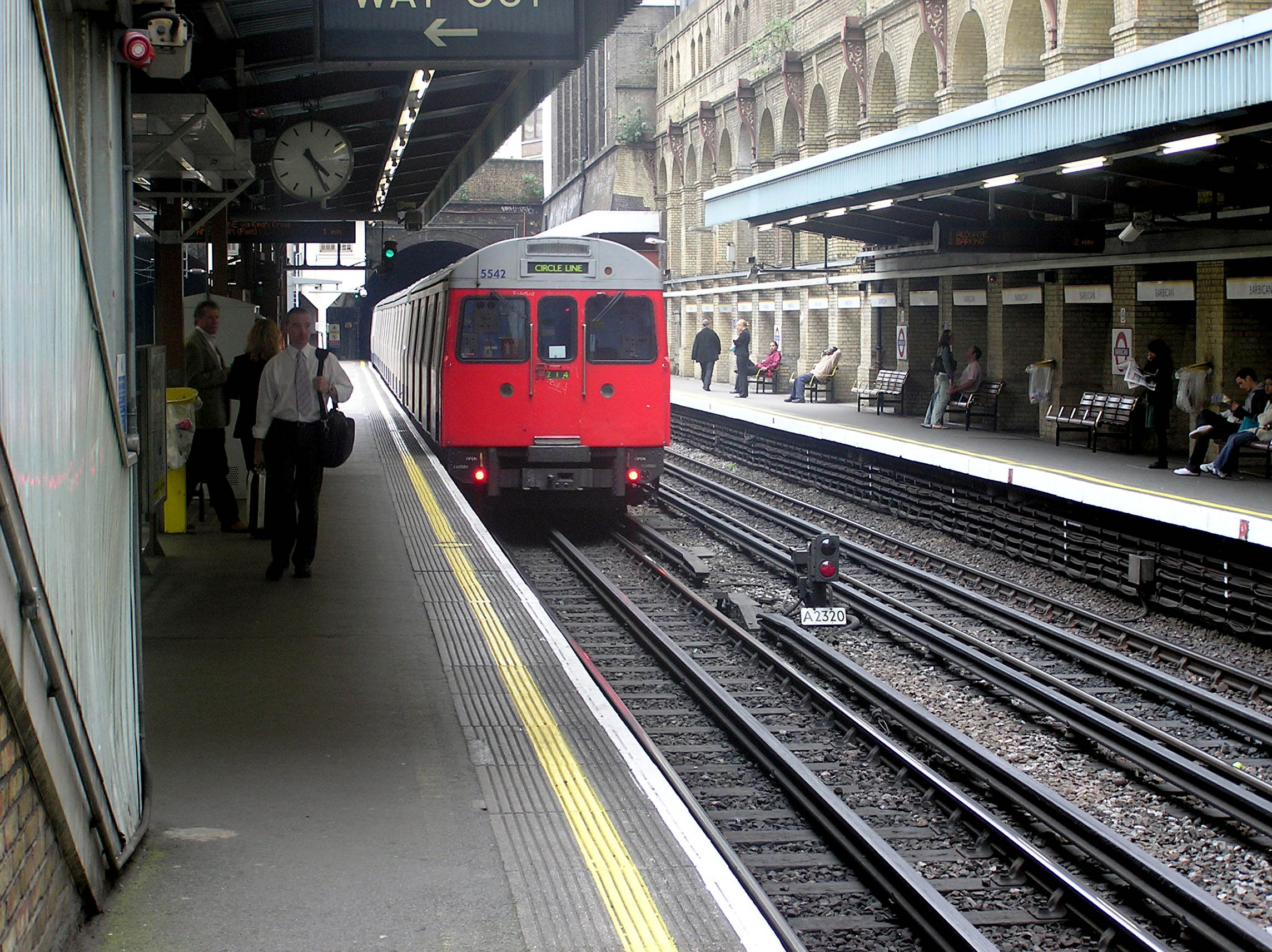
Rame de type C Stock à Barbican.
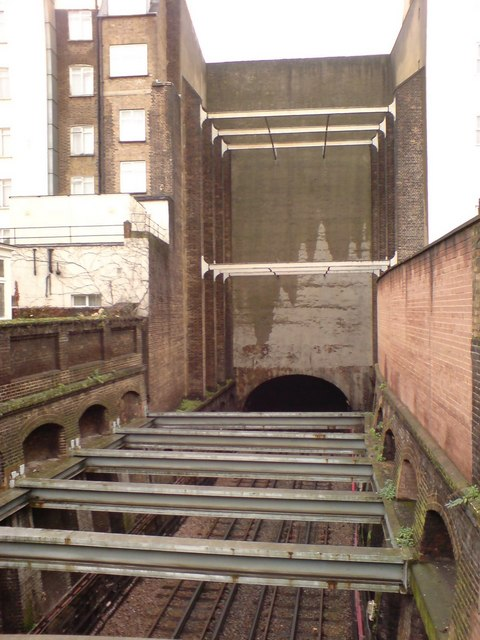
La Circle line vue de Porchester Terrace.
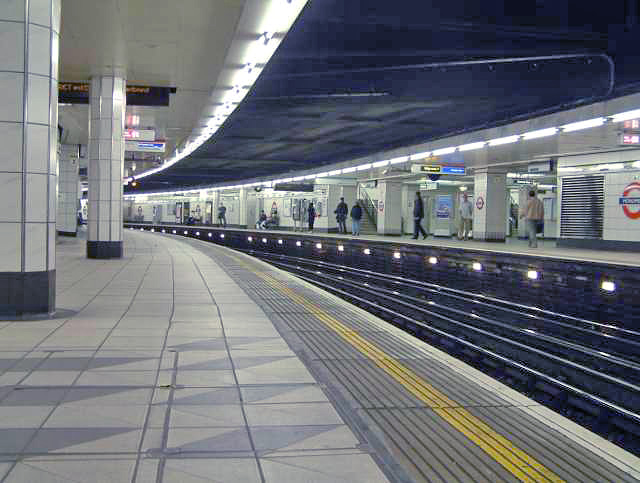
La station Monument.